# بريان شميت
بريان شميت (بالإسبانية: Bryan Schmidt)‏ (19 نوفمبر 1995 بلابلاتا في الأرجنتين - ) هو لاعب كرة قدم أرجنتيني في مركز الهجوم.

## وصلات خارجية
- بريان شميت على موقع قاعدة بيانات كرة القدم.إي يو (الإنجليزية)
- بريان شميت على موقع Soccerway.com (الإنجليزية)